# Prospectiva
Segons el sociòleg francés Gaston Berger, la prospectiva és la disciplina que estudia el futur per comprendre'l i poder influir-hi. Tot i que es fa servir per designar genèricament els estudis de futur a l'Europa continental i Hispanoamèrica, per poder parlar amb propietat de prospectiva cal que es compleixin tota una sèrie de requisits: la cientificitat, és a dir, el desig d'operar segons els principis del mètode científic de reproductibilitat i falsabilitat; la transversalitat, o la necessitat d'acarar la recerca de l'esdevenidor des d'una perspectiva multidisciplinària; la normativitat, o el convenciment que l'estudi sobre el demà ha de servir per dirigir l'acció en el present sobre la base d'una major responsabilitat vers el futur; l'abast, en prospectiva es treballa a mitjà o llarg termini; i la multiplicitat, que implica treballar per presentar el futur en forma d'opcions alternatives que facin rellevant l'elecció humana.
Cal també evitar l'error de confondre el futur amb l'objecte de la prospectiva; ja que, de fet, en prospectiva s'estudia el que pot passar en el futur, no el futur en si mateix. Per tant, l'esdevenidor és l'àmbit de treball, mai l'objecte de la prospectiva.
Hi ha altres denominacions en altres parts del món; així, en l'àmbit anglosaxó la denominació genèrica és "Future Studies" i, tot i que normalment es tradueix per prospectiva, no té el caràcter marcadament normatiu que se li atribueix. Darrerament, també ha sorgit un nou concepte: "foresight", que ha fet fortuna al Regne Unit i en l'àmbit de la Unió Europea, tot i que no és clar quina especificitat presenta respecte de la prospectiva o els future studies.
Un exemple de la prospectiva, concretament aplicada a la història, és la teoria anomenada “la matemàtica de la història” d'Alexandre Deulofeu.

## Autors destacats
Alguns autors han destacat com a futuristes o pensadors reconeguts de prospectiva:
- Daniel Bell
- Nick Bostrom
- Alexandre Deulofeu
- Hugo de Garis
- Herman Kahn
- Nikolai Kondràtiev
- Stephen Hawking
- Ray Kurzweil
- Karl Marx
- Alvin Toffler
- Kim Stanley Robinson